# Северо-Африканская епархия
Северо-Африка́нская епа́рхия — одна из двух епархий Русской православной церкви на территории Африки. Образована 29 декабря 2021 года. Входит в состав Патриаршего экзархата Африки.

## История
29 декабря 2021 года Священный синод Русской православной церкви образовал Северо-Африканскую епархию, епархиальному архиерею которой постановил иметь титул «Каирский и Северо-Африканский». 
В сферу пастырской ответственности Северо-Африканской епархии вошли следующие страны: Арабская Республика Египет, Республика Судан, Республика Южный Судан, Федеративная Демократическая Республика Эфиопия, Государство Эритрея, Республика Джибути, Федеративная Республика Сомали, Республика Сейшельские Острова, Центральноафриканская Республика, Республика Камерун, Республика Чад, Федеративная Республика Нигерия, Республика Нигер, Государство Ливия, Тунисская Республика, Алжирская Народная Демократическая Республика, Королевство Марокко, Республика Кабо-Верде, Исламская Республика Мавритания, Республика Сенегал, Республика Гамбия, Республика Мали, Буркина-Фасо, Республика Гвинея-Бисау, Гвинейская Республика, Республика Сьерра-Леоне, Республика Либерия, Республика Кот-д’Ивуар, Республика Гана, Тоголезская Республика, Республика Бенин. В состав епархии были включены ставропигиальные приходы Московского Патриархата в Египте, Тунисе и Марокко.
30 мая 2024 года шесть священнослужителей Северо-Африканской епархии из Камеруна, Кот-д’Ивуара, Центральноафриканской Республики, Габона, Бенина и Буркина-Фасо прибыли в Чебоксары, где будут стажироваться в Свято-Троицком мужском монастыре. К этому времени священники прошли обряд посвящения в духовный сан (рукоположения) в Москве; правилам службы и церемониалу в Чебоксарах их будет учить архимандрит РПЦ Василий (Паскье) на французском языке.

## Приходы
Египет
- Храм Великомученика Мины в Садах пирамид (Эль-Гиза, пригород Каира)
- Приход Сергия Радонежского (Каир)
- Приход Серафима Саровского (посёлок Мадина)
- Приход в Хургаде

Марокко
- Храм Воскресения Христова (Рабат)
- Храм Успения Пресвятой Богородицы (Касабланка)
  - Община в Агадире[4]

Тунис
- Храм Воскресения Христова (Тунис)
- Храм Александра Невского (Бизерта)

## Архиереи
- Леонид (Горбачёв) (29 декабря 2021 — 11 октября 2023)[1] в/у, митр. Клинский
- Константин (Островский) (11 октября 2023 — 24 июля 2025) в/у, митр. Зарайский
- Константин (Островский) (с 24 июля 2025)